# 悪魔のKISS
『悪魔のKISS』（あくまのキス）は、フジテレビ系「水曜劇場」で1993年7月7日から9月22日まで放送されたテレビドラマ。全12話。主演は奥山佳恵・深津絵里・常盤貴子。キャッチコピーは「悪魔のような誘惑が、はたちの夢を狂わせる。」

## 概要
静岡県焼津市から上京してきた、中学時代の同級生でもある3人の若い女性（奥山佳恵、深津絵里、常盤貴子）が、性地獄・宗教地獄・借金地獄に墜ちていく様を描いた。
第3話の常盤演じる茉莉子がアルバイトをするファッションヘルスに寺脇康文演じる加藤が最初の客として現れるシーンで、ヌードシーンも辞さない体当たりの演技が話題となり、常盤が新進女優としてクローズアップされるきっかけとなった。

## エピソード
- 当初、柘 茉莉子役には松雪泰子がキャスティングされたが、あまりの過激なシナリオに出演を了承せず。名前のある女優では出演が難しいと判断され当時、まだ無名だった常盤が脱ぐことを条件に代役として抜擢されたという[2]。
- 地上波ドラマでのヌードシーンは禁止されているわけではないが、本作品の場合は知名度が上がった常盤のイメージを守ろうとする所属事務所のスターダストプロモーション側がフジテレビから版権を買い取ってしまったため[3]、以後、BSフジ・フジテレビワンツーネクスト（CS放送）での再放送、DVD・BDの商品化やFODでのオンデマンド配信やは行われていない状態となっている。
- 版権が買い取られる以前、2回目の再放送まで第3話のヌードシーンはカットせずに放送されたが、3回目の再放送ではカットされた。
- 後年に寺脇康文がトーク番組に出演した際、本作品の第3話の事について「（常盤さんは）下着姿で来るとは聞いていたが、まさかノーブラだとは思わなかった」と明かした[4]。

## キャスト
主役3名のみ、オープニングでプロフィールが登場する。
斉藤みさを
演 - 奥山佳恵
魚座 O型 / 生年月日：昭和48年3月5日 / 職業：京王観光駅売店販売員 / 好きな色：青 / 趣味：絵を描くこと、ミシン
美大進学を希望していたが、父の病気で断念。高校卒業と同時に駅構内の売店で働き、絵本作家を目指す。再会した幸子の伝手で、憧れの作家・北原れいのアシスタントとなるが、レズビアンである彼女の実態を知り、また先輩アシスタントの洋子の嫉妬に遭う。その結果、アシスタントを続ける気力がなくなりアシスタントを辞める意志を伝えに北原の家に向かったところ、振る舞われた紅茶に睡眠薬を混ぜられ昏睡状態になってしまう。その後、彼女の寝室で性行為を強要されそうになるが、そこに洋子がカメラを持って乱入して事なきを得る。その後正式に辞意を伝えに喫茶店で北原と会ったところ口止め料を手渡される。が、受け取りを拒否し｢これ以上私の夢を壊さないでください｣と泣きながら訴え立ち去った。明るく前向きな性格だが、中学生の頃、親友が目の前で飛び降り自殺をしたことがトラウマとなっている。その事が遠因なのか、お節介がすぎる部分がある。1年後の1994年夏、念願叶い美大に通っている。そして、1年前に落選したメルヘンマガジンのコンテストで佳作を受賞した。
朝倉幸子
演 - 深津絵里
乙女座 A型 / 生年月日：昭和47年9月21日 / 職業：株式会社 三弘出版勤務 / 好きな色：黄色 / 趣味：読書、レコード鑑賞
中学生の頃は焼津に住んでいたが、のちに上京し出版社の電話交換手となる。質素でおとなしい性格。母の恋人だった加藤とのトラブルが元で、家を出た直後、同僚の佐渡に憧れるようになる。佐渡に誘われ、新興宗教「まごころの家」に入信。しかし幹部による献金横領、佐渡の妻・香代からの嫉妬と自殺未遂などに遭遇。佐渡への想いからおこなっていた勤務先での電話の盗聴が発覚し、三弘出版を退社。1年後母と弁当屋を開業した様子。
柘茉莉子
演 - 常盤貴子
さそり座 B型 / 生年月日：昭和47年11月6日 / 職業：麻布学院大学学生 / 好きな色：赤 / 趣味：ショッピング
東京の大学で学生生活を送っていたが、多額のショッピングでカード地獄・借金地獄に堕ち、返済のためにファッションヘルスで働き始める（この時の源氏名に「みさを」を用いた）。遭遇した事故現場で、中学の同級生だったみさをに再会。当初は反発していたが、次第に和解していく。のちに父とも歩み寄りをみせる。田村とはエコーファイナンスの店先で知り合い、第1話で肉体関係を持った。その後、加藤の登場により加藤に好意を持ち彼を冷たくあしらうようになる。しかし、加藤に騙されホテルで老人相手の仕事をした挙句、30万の報酬のうち10万を持っていかれたことなどで加藤との関係を終わらせた。だが、老人相手の仕事を撮られた裏ビデオを見たことで精神が不安定になり加藤から薦められた覚醒剤に手を出した。最初はタバコに付ける程度だったがエスカレートし注射で覚醒剤を使用するようになってしまう。その結果、ショック状態で病院に運ばれる。覚醒剤の件で入院先の病院から警察に通報されるが父親の動きのおかげで不起訴となる。1年後、中学の卒業文集に書いた｢女優になりたい｣という夢を叶え劇団・轍に入り、書店員の役をもらった。
田村京平
演 - 大鶴義丹
消費者金融のエコーファイナンスに勤務。佐渡の友人。茉莉子に好意を抱き、彼女を助けるべく行動を起こす。その結果、茉莉子を借金地獄・風俗地獄に落としたかつての上司・金田を街中でハサミで刺し殺害を図る。だが、金田は闇医者の手により一命を取り留めており、最終話で金田の使いのヤクザに首を切られ壮絶な死を遂げる。茉莉子をはじめ、みさをや幸子、佐渡は彼が自首し逮捕されたと思っているため、殺害されたことは知らない。
加藤明夫
演 - 寺脇康文
由梨江の恋人だったが、幸子にも手を出し、その後は茉莉子のヒモになる。金田の命令のまま茉莉子を覚醒剤中毒に陥れるが、金田に裏切られた挙げ句、逃亡のための渡航費を由梨江にせびったところを嵌められ、警察に通報される。
佐渡研
演 - 西島秀俊
出版社社員で幸子の同僚。妻の香代とは籍を入れていない。新興宗教「まごころの家」の信者だが、信者に多額の献金を迫る教団の方針に疑問を抱く。香代とは、幸子がまごころの家に入信した頃から関係に暗雲が垂れ込め泥沼の三角関係へ発展する。その後、香代へ離婚を申し入れ、幸子へ告白するが、香代がビルから飛び降り自殺を図り下半身不随になったことで離婚は白紙に戻った。1年後、幸子と街で偶然再会。その時には香代と離婚しており、幸子と改めて食事する約束をした。
朝倉由梨江
演 - 夏木マリ
幸子の母。派手で遊び好きな性格に加え、悩みに気づけなかったことで幸子から反発されてしまう。しかし、のちに自身の態度を省みた上で、幸子と弁当屋を開業する。
金田浩
演 - 益岡徹
エコーファイナンスの社員だったが、横領で解雇される。他人を道具として扱うことに何の躊躇いもない、まさに悪魔のような男。茉莉子を風俗地獄に落とし、さらに裏ビデオで実家の親を脅して多額の和解金を巻き上げる。強請って個人情報を横流しさせていた田村に刺されてしまう。しかし、一命は取り留めたが、足に障害を負った。
北原れい
演 - 黒田福美
みさをの憧れの絵本作家。みさをを雇うことになるが、実はレズビアンで、みさをに関係を迫った。仕事を辞めたみさをに口止め料を渡そうとするが、｢これ以上私の夢を壊さないでください｣「これからも憧れの人でいてください」と戒められる。
水谷洋子
演 - 五十嵐いづみ
れいの住み込みアシスタントであり、恋人でもある。新しくやって来たみさをに嫉妬し、様々な嫌がらせを展開する。
島本編集長
演 - 四谷シモン
株式会社三弘出版の社員であり、佐渡も編集員である雑誌「メルヘンワールド」の編集長。みさをの絵を当初は貶すが、北原が彼女を推薦すると手のひらを返して褒め称える。しかし、心の奥底ではみさをの絵を貶しており、洋子が挿絵画家の交代を提案したところそれを飲んだ。
菅野正一
演 - 柄本明
みさをの母方の叔父。ラーメン屋を営む。国際結婚をしている。
ヨランダ
演 - マリア・シュナイダー
正一の妻。底抜けに明るい性格。後に子供を宿す。
佐渡香代
演 - 中島ひろ子
佐渡の妻。「まごころの家」の熱狂的な信者。佐渡とは教団から選ばれた夫婦と信じて疑わない。佐渡と幸子の仲を不安に思い、無断で籍を入れたり、子供が欲しいと迫るが、逆に別れ話を切り出され、幸子を呼び出して｢あなたに彼は渡さない！｣と叫びビルの屋上から飛び降りて自殺を図る。一命を取り留めたものの、下半身不随の障害を負った。その後の彼女を佐渡が介護したため、一度は彼女の宣言通りになったものの、後に離婚した。
茉莉子の働くファッションヘルス「マンハッタン」の店長
演 - 大河内浩
ラジオのパーソナリティ
声 - 加藤いづみ
みさをがリスナーであり、ことある毎に便りを寄せる｢加藤いづみのオールナイトニッポン｣のDJ。
柘剛一
演 - 清水綋治
茉莉子の父。焼津で医師をしている。茉莉子が大学に合格した頃、前妻（茉莉子の実母）と離婚。その直後に美奈子と再婚したが、このことが茉莉子の反発にあう。金田の強請で茉莉子の実状を知って激昂。借金のカタをつける代わりに絶縁すると宣言をしたが、茉莉子が覚醒剤で入院したことを機に和解。
柘美奈子
演 - 宮田早苗
茉莉子の継母。結婚前はナースだった。
太田
演 - 冨家規政
焼津の高校で教師をしていたが、かおりとの不倫が発覚し退職。東京の予備校講師となる。しかし、夏休みを利用し上京したかおりが現れ結婚するように迫られる。結果、彼は手切れ金を渡し、その金でかおりは中絶手術を行った。
斉藤かおり
演 - 山崎亜弥子
みさをの妹で高校生。太田の子を妊娠し、結婚を夢見て上京するが、中絶を迫られる。手切れ金として渡された金で手術を行い中絶した。
土屋
演 - 原田芳雄（特別出演）
とある会社の社長で、金田の知人。田村にある仕事を手伝わせる。第5話、第6話に登場。
黒田アーサー
エリート会社員だが、自身が勤務する会社の常務の娘と婚約する一方で茉莉子に二股をかけている。第1話のみ登場。
ソープランド・「ゴールドラッシュ」の店長
演 - 佐戸井けん太
株式会社三弘出版の課長
演 - 浅野和之
電話盗聴事件について幸子はじめ交換手たちに事情を聞く。
闇医者
演 - 梅津栄
田村にハサミで刺された金田を治療する。
金田の使いのヤクザ
演 - 宇梶剛士　
金田の指示によって田村を殺害した。最終話のみ登場。

## スタッフ
- 企画 - 小林義和（フジテレビ）、小川晋一（フジテレビ）
- 脚本 - 吉田紀子
- 音楽 - 長谷部徹
- 主題歌 - サザンオールスターズ「エロティカ・セブン」（タイシタレーベル）
- 挿入歌 - 加藤いづみ「好きになって、よかった」（ポニーキャニオン）
- 挿入歌 - 川村かおり「神様が降りて来る夜」（ポニーキャニオン）
- 挿入歌 - サザンオールスターズ「真夏の果実」（タイシタレーベル）（最終話）
- 技術 - 北山善弘
- カメラ - 伊藤清一
- VE - 矢沢由邦
- 照明 - 田頭祐介
- 音声 - 島田隆雄
- 選曲 - 大貫悦男
- 音響効果 - 亀森素子
- オフライン編集 - 佐藤尚明
- 編集 - 福永義昭（McRAY）
- ＭMA - 石川幸人
- 美術プロデューサー - 本田邦宏
- デザイン - 塩入隆史
- 美術進行 - 岡村正樹
- 大道具 - 増田勝喜、茂 進
- 装飾 - 田原真二、福留克年
- 電飾 - 栗崎公平
- アクリル装飾 - 磯 高志
- 生花 - 坂口曜子
- 造園 - 広田 明
- 持道具 - 梅原千春
- 視覚効果 - 津末泰聖
- 衣装 - 奈義良 薫
- メイク - 小林志麻
- スタイリスト - 棚橋公子、黒川 昌
- タイトルバック - McRAY
- 車輛 - 麻生リース
- 撮影協力 - 京王帝都電鉄株式会社（現・京王電鉄）・京王観光 ほか
- 制作協力 - 東通、ニッポン放送、ウェルアップ（現・ジェニック）、渋谷ビデオスタジオ、フジアール
- 助監督 - 志摩徹治
- 制作担当 - 藪下 隆
- 制作進行 - 中保眞典、高岡理香
- 記録 - 藤原智子
- 法律監修 - 木村晋介
- 広報 - 小笠原恵美子（フジテレビ）
- スチール - 安藤潤一郎
- プロデューサー - 三宅川敬輔、小泉 守（イースト）
- 演出 - 林 徹（フジテレビ）、上川伸廣（イースト）
- 制作 - フジテレビ、イースト

## 放送日程
| 各話                                             | 放送日        | サブタイトル     | 視聴率 |
| ------------------------------------------------ | ------------- | ---------------- | ------ |
| Vol.1                                            | 1993年7月7日  | 誘惑のささやき   | 15.8%  |
| Vol.2                                            | 1993年7月14日 | 凍りついた未来   | 12.7%  |
| Vol.3                                            | 1993年7月21日 | 転落の始まり     | 12.7%  |
| Vol.4                                            | 1993年7月28日 | あなたを助けたい | 12.7%  |
| Vol.5                                            | 1993年8月4日  | 罠に墜ちてゆく   | 12.6%  |
| Vol.6                                            | 1993年8月11日 | 汚れた身体       | 11.5%  |
| Vol.7                                            | 1993年8月18日 | 白い粉           | 14.9%  |
| Vol.8                                            | 1993年8月25日 | 仮面の下の欲望   | 14.2%  |
| Vol.9                                            | 1993年9月1日  | 覗かれた儀式     | 16.8%  |
| Vol.10                                           | 1993年9月8日  | 盗聴…注射…破滅   | 13.0%  |
| Vol.11                                           | 1993年9月15日 | 命をかけた切札   | 15.4%  |
| Final Story                                      | 1993年9月22日 | 命を買い戻した日 | 16.3%  |
| 平均視聴率 14.1%（ビデオリサーチ調べ・関東地区） |               |                  |        |

- 第4話は、プロ野球ナイター中継延長のため、21時20分 - 22時14分（20分繰り下げ）での放送。
- 第5話は、サッカーJリーグ中継延長のため、21時10分 - 22時4分（10分繰り下げ）での放送。

## 再放送
- 1994年12月にフジテレビで再放送された。